# Pavličina
Pavličina (cirill betűkkel Павличина) egy falu Szerbiában, a Jablanicai körzetben, Crna Trava községben.

## Népesség
- 1948-ban 402 lakosa volt.
- 1953-ban 464 lakosa volt.
- 1961-ben 473 lakosa volt.
- 1971-ben 295 lakosa volt.
- 1981-ben 134 lakosa volt.
- 1991-ben 70 lakosa volt
- 2002-ben 40 lakosa volt,[1] akik mindannyian szerbek.[2]